# Гоноховский сельсовет (Завьяловский район)
Гоноховский сельсовет — муниципальное образование со статусом сельского поселения и административно-территориальное образование в Завьяловском районе Алтайского края России. Административный центр — село Гонохово.

## Население
| 1997  | 1998  | 1999  | 2000  | 2001  | 2002  |
| ----- | ----- | ----- | ----- | ----- | ----- |
| 2351  | ↗2364 | ↗2384 | ↘2331 | ↗2351 | ↘2298 |
| 2003  | 2004  | 2005  | 2006  | 2007  | 2008  |
| ↗2313 | ↘2310 | ↘2274 | ↘2212 | ↘2200 | ↘2147 |
| 2009  | 2010  | 2011  | 2012  | 2013  | 2014  |
| ↘1991 | ↘1907 | ↘1903 | ↘1900 | ↘1878 | ↘1826 |
| 2015  | 2016  | 2017  | 2018  | 2019  | 2020  |
| ↘1823 | ↘1816 | ↘1803 | ↘1791 | ↘1742 | ↘1718 |
| 2021  |       |       |       |       |       |
| ↘1699 |       |       |       |       |       |

По результатам Всероссийской переписи населения 2010 года, численность населения муниципального образования составила 1907 человек, в том числе 922 мужчины и 985 женщин. Оценка Росстата на 1 января 2012 года — 1900 человек.

## Населённые пункты
В состав сельского поселения входит 2 населённых пункта:
- село Гонохово,
- посёлок Добрая Воля.